# 鄭賢妃 (明世宗)
懷榮賢妃（16世纪?—1536年），鄭氏，名失考，錦衣衛帶俸正千戶鄭淮之女，明朝明世宗朱厚熜之妃。

## 生平
鄭氏的出生時間不詳。嘉靖十年二月二十五日，嘉靖帝諭大學士張璁曰：「朕奉章聖慈仁皇太后慈訓，於選中淑女三十人內慎選九人，以充九嬪」。三月初二日，冊封淑女方氏、鄭氏、王氏、閻氏、韋氏、沈氏、盧氏、沈氏與杜氏為九嬪。《明世宗肅皇帝實錄》並未提及這九位嬪各自的封號，但是綜合《皇明典禮志》、《大明會典》、《禮部志稿》及《明會要》等史料的記載，可知淑女方氏冊封為德嬪，鄭氏為賢嬪，王氏為莊嬪，閻氏為麗嬪，韋氏為惠嬪，沈氏為安嬪，盧氏為和嬪，沈氏為僖嬪，杜氏為康嬪。嘉靖十年八月初七日，鄭賢嬪之父鄭淮授為錦衣衛帶俸正千戶。
嘉靖十五年（1536年）三月初四日，鄭賢嬪薨逝，追封為賢妃，謚曰懷榮，袝葬於天壽山孝潔皇后悼陵之側，禮部上奏其喪葬禮儀參照明憲宗昭妃之例辦理，但嘉靖帝下旨曰：「輟朝當減一日，盖未賜進封，仍次一等耳」。嘉靖十六年（1537年）八月二十七日，詔賜懷榮賢妃已故之父錦衣衛正千戶鄭淮祭一壇，仍給百金以助喪費。
孝潔皇后的享殿只有五間，中間安置孝潔皇后的神主，東邊第一室安置榮安惠順端僖皇貴妃及哀冲太子的神主，西邊第一室安置端和恭順溫僖皇貴妃及莊敬太子的神主，東邊第二室安置懷榮賢妃的神主，西邊第二室安置榮安貞妃的神主。嘉靖四十五年七月，禮部認為榮妃楊氏既然祔葬於孝潔皇后陵墓之旁，理應祔享於享殿，但如今五室已滿，若另行建造新室，則與祔享之義不符，便奏請嘉靖帝進行裁決。七月二十八日，嘉靖帝下詔將恭淑安僖榮妃與懷榮賢妃的神主一同安置在東邊第二室。